# Régie autonome des transports parisiens

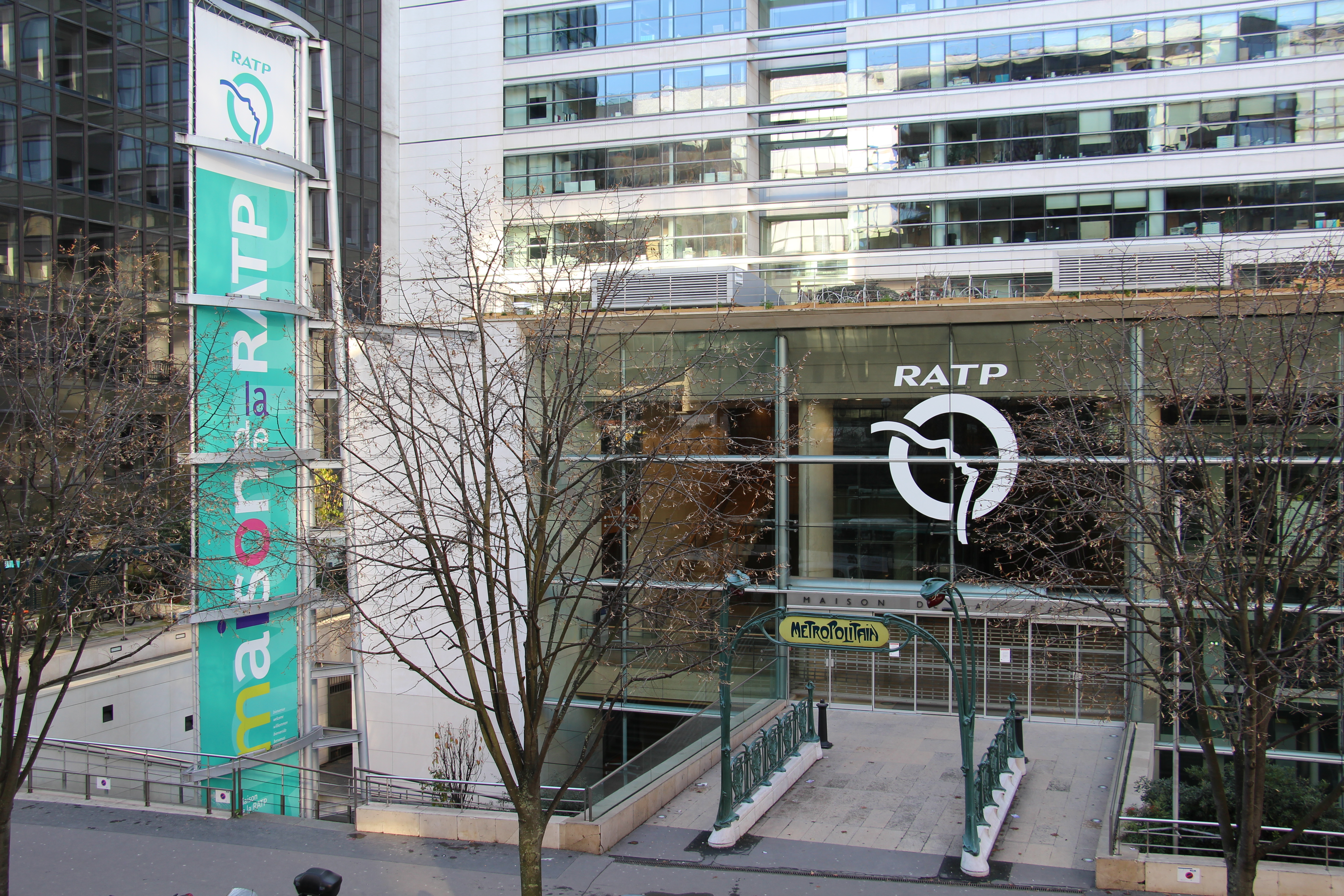
RATP:s huvudkontor i Paris.

Régie autonome des transports parisiens eller RATP är det av franska staten ägda företag som driver merparten av kollektivtrafiken i Paris och kring Île-de-France: metron, delar av RER-tågen, spårväg, bussar inklusive nattbussarna Noctilien samt Montmartres bergbana.
Koncernen bedriver även upphandlad kollektivtrafik på andra håll, även utanför Frankrike, genom hel- eller del ägda dotterbolag liksom konsultverksamhet.